# Lepanthes magnipetala
Lepanthes magnipetala là một loài thực vật có hoa trong họ Lan. Loài này được Dod ex Luer mô tả khoa học đầu tiên năm 2003.